# La Roche-en-Ardenne
La Roche-en-Ardenne es un municipio de la región de Valonia, en la provincia de Luxemburgo, Bélgica. A 1 de enero de 2019 tenía una población estimada de 4253 habitantes.

## Geografía
Se encuentra ubicada al sureste del país, en la zona de las Ardenas y esta bañada por el río Ourthe, un afluente del río Mosa.

### Secciones del municipio
El municipio comprende los antiguos municipios, que se fusionaron en 1977:
| - La Roche-en-Ardenne - Beausaint - Cielle - Samrée - Ortho - Hives - Halleux |

### Pueblos y aldeas del municipio
El Municipio comprende los pueblos y aldeas de: Bérismenil, Buisson, Floumont, Herlinval, Hubermont, Lavaux, Maboge, Mierchamps, Mousny, Nisramont, Ronchampays, Ronchamps, Roupage, Thimont, Vecmont y Warempage.

## Demografía

### Evolución
Todos los datos históricos relativos al actual municipio, el siguiente gráfico refleja su evolución demográfica, incluyendo municipios después de efectuada la fusión el 1 de enero de 1977.
| Gráfica de evolución demográfica de La Roche-en-Ardenne entre 1846 y 2020 |
|                                                                           |

## Ciudades hermanas
- Saverdun (France)
- Eunice (Estados Unidos)